# Bonnes feuilles
Las bonnes feuilles («buenas hojas» en francés, en referencia a las hojas o páginas de un libro) son, en el dominio de la edición, un extracto o un resumen o una muestra parcial o integral de un documento recientemente publicado o a punto de serlo y que el servicio de prensa de una casa editora proporciona a uno o varios títulos de prensa a efectos de reproducirlo y/o difundirlo con fines promocionales.
Con cierta frecuencia, las bonnes feuilles son ejemplares anticipados, no solamente resúmenes promocionales sino copias integrales, enviadas con fines publicitarios a críticos, periodistas y revendedores.